# Eupithecia homogrammata
Eupithecia homogrammata är en fjärilsart som beskrevs av Karl Dietze 1906. Eupithecia homogrammata ingår i släktet Eupithecia och familjen mätare. Inga underarter finns listade i Catalogue of Life.